# Hymenophyllum pleiocarpum
Hymenophyllum pleiocarpum är en hinnbräkenväxtart som beskrevs av Cornelis Rugier Willem Karel van Alderwerelt van Rosenburgh. Hymenophyllum pleiocarpum ingår i släktet Hymenophyllum och familjen Hymenophyllaceae. Inga underarter finns listade.